# عبد الله الداخل
الشريف عبد الله بن محمد بن موسى الحسني الطالبي سبط الشريف محمد بن أحمد الحسني أحد دعاة أهل البيت، من أعلام القرن الثاني عشر، من أعيان أشراف الحجاز الأحمديون، دخل بلاد الهند بإبنه محمد سنة 1114 هـ، و اتخذ مدينة سلطان بور سكناً له وصدّر فيها، وهو أول من دخل بلاد الهند من آباء الأشراف الكتبية، فعرف بالداخل، عالم داعية.